# Военно-воздушные силы и силы ПВО Кубы
Революционные военно-воздушные силы и противовоздушная оборона Кубы (исп. Defensa Antiaerea y Fuerza Aerea Revolucionaria; DAAFAR) — один из видов Вооружённых сил Кубы.

## История
Начало кубинской военной авиации было положено в марте 1915 года, когда в составе армии был создан авиационный корпус (FAEC).
В 1917 году первая группа кубинских лётчиков была отправлена в США для обучения в авиацентре «Kelly Field» (Сан-Антонио, Техас), недалеко от Гаваны — началось строительство аэродрома, а из США были получены первые самолёты — четыре учебно-тренировочных Curtiss-JN-4D.
В 1923 году для ВВС в США были куплены первые боевые самолёты: четыре разведчика Vought UO-2 и шесть разведчиков-бомбардировщиков DH.4B.
В 1924 году общая численность военно-воздушных сил Кубы составляла 18 офицеров и 98 нижних чинов.
В 1926 году большая часть аэропланов была уничтожена тропическим ураганом.
В результате реформы военно-воздушных сил 1933—1934 гг., в 1934 году была создана «авиация военно-морских сил» (Fuerza Aérea Naval, FAN)
В целом, в 1920-е — 1930-е годы ВВС состояли из небольшого количества боевых, учебно-тренировочных и транспортных самолётов американского производства.
После начала Второй мировой войны началось увеличение военных расходов на авиацию, в 1941 году была создана Национальная авиационная академия
- уроженец Кубы Бернард Баркер во время войны служил в корпусе армейской авиации США (но после войны он был зачислен в гаванскую полицию)[4]

В 1941—1945 годы военно-воздушные силы Кубы были усилены дополнительными поставками авиатехники из США (всего в 1942—1945 гг. по программе ленд-лиза было получено 45 самолётов).
В 1947 году военно-воздушные силы Кубы насчитывали 750 человек и 55 самолётов.
После подписания в сентябре 1947 года в Рио-де-Жанейро Межамериканского договора о взаимной помощи, военно-воздушные силы Кубы получили из США дополнительную авиатехнику, боеприпасы, вооружение и запасные части в соответствии с договором о военном сотрудничестве.
В 1952 году при заходе на посадку на аэродром в военном городке Колумбия разбился и сгорел истребитель F-47 (погиб пилот Перес Пилото).
В конце 1952 года на Кубе была открыта постоянная военная миссия ВВС США, в начале 1953 года по программе военной помощи для обучения на пилотов реактивных истребителей в США были направлены 12 кубинских пилотов (их обучение было завершено 31 августа 1954 года).
В 1954 году при заходе на посадку на аэродром в военном городке Колумбия в условиях шквального ветра разбился и сгорел истребитель F-47 (пилот Альварес Кортина был госпитализирован в тяжёлом состоянии).
В 1955 году военно-воздушные силы Кубы насчитывали 2000 человек личного состава. В этом же году на вооружение поступили первые реактивные самолёты — четыре T-33A (всего по программе военной помощи из США было получено восемь Т-33).
В 1955 году морская авиация была включена в состав ВВС.
Также, в течение 1955 года были потеряны ещё два истребителя: при взлёте с аэродрома Колумбия разбился и сгорел F-47 (пилот Альваро Прендес не пострадал), несколько позднее во время военного парада задымился и упал в море ещё один F-47 (пилот лейтенант Сингаго погиб).
В апреле 1957 года в Великобритании для ВВС были закуплены первые вертолёты — два «Westland Whirlwind»
Во время "генерального наступления" кубинских войск на партизан Ф. Кастро в мае 1958 года ВВС Кубы применили поставленные из США авиабомбы с напалмом.
По состоянию на октябрь 1958 года, на вооружении армии Кубы имелась следующая военная техника:
- самолёты: 8 реактивных учебно-тренировочных самолётов T-33; 15 бомбардировщиков B-26; 15 истребителей F-47D «тандерболт»; два самолёта De Havilland L-20 «Beaver»; 8 шт. T-6 «тексан»; 8 самолётов AT-6C «Harvard»; 10 транспортных самолётов C-47; один Douglas C-53; 5 шт. лёгких «пайпер» PA-18; 5 шт. Piper PA-20 «Pacer»; 4 шт. Piper PA-22 «Tri-Pacer» и один Piper PA-23 «Apache».
- вертолёты: шесть вертолётов различных типов.

Хотя основу авиапарка военно-воздушных сил Ф. Батисты составляли самолёты американского производства, ещё 17 поршневых истребителей «Hawker Sea Fury» были получены в ноябре 1958 года из Великобритании (из них, по состоянию на 1 января 1959 года, 15 оставались в строю и перешли в состав революционных ВВС правительства Ф. Кастро).
После победы в 1959 году кубинской революции США прекратили военно-техническое сотрудничество с новым правительством, в результате в этот период ВВС испытывали острый дефицит подготовленного личного состава (пилотов и авиатехников, поскольку часть офицеров и технических специалистов покинули страну), оборудования и запасных частей.
К началу операции в заливе Свиней в составе ВВС Кубы насчитывалось всего 24 исправных боевых самолёта (15 бомбардировщиков B-26, 6 поршневых истребителей «Sea Fury» и 3 реактивных учебно-тренировочных самолёта T-33).
- около 3 часов утра 15 апреля 1961 года один из самолётов T-33, который пилотировал лейтенант Акоста (Orestes Acosta) во время совершения разведывательного вылета рухнул в море в районе Баракоа (пилот погиб, посмертно ему было присвоено звание капитана)[14].
- утром 15 апреля 1961 года несколько самолётов военно-воздушных сил и гражданской авиации были уничтожены или получили повреждения в результате бомбардировки трёх кубинских аэродромов бомбардировщиками B-26B т. н. «военно-воздушных сил кубинского экспедиционного корпуса» кубинских эмигрантов-«гусанос».

17-19 апреля 1961 года кубинские ВВС приняли активное участие в отражении вторжения военизированных формирований эмигрантов, подготовленных американским правительством и ЦРУ США. Во время боёв в заливе Свиней пилоты ВВС Кубы вели авиаразведку, осуществляли целеуказание для артиллерии и координацию действий наземных сил, сбили шесть бомбардировщиков B-26, потопили и серьёзно повредили четыре транспортных корабля типа «Либерти», наносили штурмовые и бомбовые удары по позициям войск противника.
- в ходе боевых действий ВВС Кубы потеряли несколько самолётов.

16 апреля 1961 года, во время боёв в заливе Свиней, Ф. Кастро впервые сделал заявление о социалистическом характере кубинской революции, в дальнейшем Куба примкнула к социалистическому лагерю и начала перевооружать свои военно-воздушные силы при помощи СССР.
В мае 1961 года из СССР были получены 24 «бывших в эксплуатации» истребителей МиГ-15бис, позднее были получены разведчики МиГ-15Рбис и учебно-тренировочные МиГ-15УТИ.
24 июня 1961 года кубинский пилот Хирон Энрике Каррерас выполнил первый самостоятельный полёт на реактивном истребителе МиГ-15бис.
В ноябре 1961 года были получены восемь МиГ-19 (однако уже в 1966 году все они были сняты с вооружения).
В марте 1962 года в составе кубинских ВВС была сформирована первая истребительная авиаэскадрилья на МиГ-15бис, в мае 1962 года — вторая авиаэскадрилья на МиГ-15бис.
В июле 1962 года на Кубу прибыли 40 истребителей МиГ-21-Ф-13 из состава 32-го гвардейского истребительного авиаполка ВВС СССР, которые были переданы кубинской стороне в августе 1963 года.
В 1964 году началась замена МиГ-15бис на истребители МиГ-17 и МиГ-17Ф советского и чехословацкого производства (которые оставались на вооружении до 1980-х годов).
В сентябре 1978 года на Кубу начали поступать МиГ-23. Всего в 1978—1981 годах получено 40 МиГ-23БН, 12 МиГ-23МФ, 54 МиГ-23МЛ и 4 МиГ-23УБ.
В 1970—1980-е годы ВВС Кубы участвовали в боевых действиях в Эфиопии и Анголе.
В 1985 году США возобновили полёты самолётов-шпионов над Кубой, в 1986 году полёты самолётов-шпионов были продолжены.
В 1989 году было принято решение о вводе в эксплуатацию 42 МиГ-29 (9.12Б) и 3 МиГ-29УБ (9.51), что в общей сложности составило 45 самолетов, однако из-за распада Советского Союза в 1991 году первоначально были введены в эксплуатацию только 12 МиГ-29 (9.12Б) и 2 МиГ-29УБ (9.51). Оставшиеся самолеты позднее были отправлены в СССР для получения твердой валюты, но это были последние истребители, приобретенные Кубой.

## Организационная структура
В задачи DAAFAR входит защита воздушного пространства Кубы, обеспечение тактической и транспортной поддержки Революционной армии и флота, и при необходимости, выполнение задач обслуживания народного хозяйства. В состав ВВС и ПВО входят 2 смешанных истребительно-бомбардировочных соединения, одно транспортное и одно транспортное для обслуживания руководства. По состоянию на 2008 год воздушное пространство Кубы разделено на два округа: западный и восточный, соответствующие штабы расположены в городах Сан-Антонио-де-лос-Баньос (San Antonio de los Baños) и Ольгин (Holguin). 

Западный округ прикрывается 2-й бригадой ВВС и ПВО в состав которой входит 1779-е соединение, располагающее смешанной истребительной авиаэскадрильей из 3 оставшихся в строю МиГ-29 и до 10 МиГ-23МЛ. Для решения вспомогательных задач ПВО, например для перехвата медленных низколетящих целей привлекаются три-четыре L-39C, в обычной обстановке они используются в качестве учебно-тренировочных. Для обеспечения базовой подготовки пилотов используются учебно-тренировочные Zlin Z-142. 

Восточный округ прикрывается бригадой Cuartel Moncada Guard Brigade. В её состав также входит 1779-е соединение в Ольгине. Задачи ПВО в округе решают несколько истребителей МиГ-21. В округе размещено 3405-е особое транспортное соединение, в задачи которого входит обслуживание руководства государства и 3688-е транспортное соединение, самолёты и вертолёты обоих действуют из Плайа Баракоа (Playa Baracoa).

## Пункты базирования
Кубинскими силами ВВС и ПВО используются следующие авиабазы (по состоянию на 2006 год):
Holguin / Base Area Holguin / Frank Pais AP (ICAO code: MUHG)
ВПП: Rwy 05/23, Размер ВПП: 3238 м (10624 ft) x 45 м (148 ft), Возвышение: 110 м (361 ft).
La Habana / Base Area Playa Baracoa (ICAO code: MUPB)
ВПП: Rwy 02/20, Размер ВПП: 2305 м (7563 ft) x 45 м (148 ft), Возвышение: 31 м (102 ft)
Base Area San Antonio de los Baños (ICAO code: MUSA)
ВПП: Rwy 01/19, Размер ВПП: 2400 м (7873 ft) x 46 м (150 ft), Возвышение: 50 м (164 ft).
ВПП: Rwy 05/23, Размер ВПП: 3596 м (11799 ft) x 46 м (150 ft), Возвышение: 50 м (164 ft).
ВПП: Rwy 12/30, Размер ВПП: 2482 м (8144 ft) x 46 м (150 ft), Возвышение: 50 м (164 ft).

## Боевой состав
Относительно боевого состава ВВС и ПВО Кубы, доступны данные на 2006 год:
Zona Area Oeste:
2 Brigada «Playa Girón»

| Подразделение             | Тип летательных аппаратов     | База                     |
| ------------------------- | ----------------------------- | ------------------------ |
| Unidad Militar 1779       |                               | San Antonio de los Baños |
| Escuadrón de Caza         | МиГ-29                        | San Antonio de los Baños |
| Escuadrón de Caza         | МиГ-23МЛ                      | San Antonio de los Baños |
| Escuadrón de Instrucción  | МиГ-21, L-39C, Z-142          | San Antonio de los Baños |
| Escuadrón de Helicópteros | Ми-17, Ми-24Д                 | San Antonio de los Baños |
|                           |                               |                          |
| 3405.Regimiento Ejecutivo |                               | Playa Baracoa            |
| Escuadrón de Ejecutivo    | Ан-24, Як-40, Ми-8П, Ил-62/96 | Playa Baracoa            |

Zona Area Oriente:
3 Brigada «Cuartel Moncada»
| Подразделение             | Тип летательных аппаратов | База       |
| ------------------------- | ------------------------- | ---------- |
| Unidad Militar 1724       |                           | de Holguin |
| Escuadrón de Caza         | МиГ-21МФ, МиГ-23МЛ/УМ     | de Holguin |
| Escuadrón de Instrucción  | МиГ-21У, L-39C            | de Holguin |
| Escuadrón de Helicópteros | Ми-17                     | de Holguin |

К 1990-м годам кубинские ВВС оценивались как лучшие в Латинской Америке, как по оснащению, так и по уровню подготовки. После прекращения активного военного сотрудничества с СССР и Россией в 1990-х годах кубинская авиация испытывает значительные трудности. По западным данным, боеготовными являются лишь две истребительные эскадрильи, в полётопригодном состоянии на 2003—2004 годы находились около 20 боевых самолётов, а ежегодный налёт у лётчиков в этот же период не превышал 50 часов.
По данным International Institute for Strategic Studies, по состоянию на 2007 год, численность личного состава DAAFAR оценивается в 8 тыс. чел. В пригодном к полётам состоянии находится 31 боевой самолёт, 12 транспортных самолётов, некоторое количество вертолётов и учебно-тренировочных самолётов, кроме того, указывается, что ещё 179 ЛА находилось на хранении.
По данным издания 2025 World Air Forces, на 2025 год на вооружении ВВС Кубы оставались 11 истребителей МиГ-21, 4 транспортных самолёта Ан-24/26, 3 учебных самолёта L-39, 13 вертолётов.

## Техника и вооружение
По данным британского сайта aeroflight.co.uk состояние авиапарка кубинских ВВС в 2006 году выглядело следующим образом:
| Тип                   | Изображение     | Производство    | Количество      | Примечания |                 |
| Самолёты              | Самолёты        | Самолёты        | Самолёты        | Самолёты | Самолёты        |
| Боевые самолёты       | Боевые самолёты | Боевые самолёты | Боевые самолёты | Боевые самолёты | Боевые самолёты |
| --------------------- | --------------- | --------------- | --------------- | --- | --------------- |
| МиГ-29                |                 | СССР            | 3               | Количество самолетов, находящихся в настоящее время на базе. Оставшиеся учебные модели были выведены из эксплуатации. |                 |
| МиГ-23                |                 | СССР            | 24              | Его не видели в полете с 2011 года.                                                                                   |                 |
| МиГ-21                |                 | СССР            | 8               | Предполагается, что по состоянию на 2024 год в эксплуатации будет находиться самолет МиГ-21МФ.                        |                 |
| Транспортные самолёты |                 |                 |                 | |                 |
| Ан-24                 |                 | СССР            | 4               | |                 |
| Ан-26                 |                 | СССР            | 3               | |                 |
| Учебные самолёты      |                 |                 |                 | |                 |
| L-39                  |                 | ЧССР            | 7               | |                 |
| Zlin Z-326            |                 | ЧССР            | 20              | |                 |
| Вертолёты             |                 |                 |                 | |                 |
| Ми-8                  |                 | СССР            | 6               | |                 |
| Ми-17                 |                 | СССР · Россия   | 16              | |                 |
| Ми-24В                |                 | СССР            | 20              | |                 |

## Опознавательные знаки

Опознавательный знак ВВС Кубы

### Эволюция опознавательных знаков
| Опознавательный знак | Знак на фюзеляж | Знак на киль | Когда использовался                    | Порядок нанесения |
| -------------------- | --------------- | ------------ | -------------------------------------- | ----------------- |
|                      |                 |              | 1955 — 1959                            |                   |
|                      |                 |              | 1959 — 1962                            |                   |
|                      |                 |              | 1928 — 1955, 1962 — по настоящее время |                   |